# Бакгеннон (Західна Вірджинія)
Бакгеннон (англ. Buckhannon) — місто (англ. city) в США, в окрузі Апшер штату Західна Вірджинія. Населення — 5186 осіб (2020).

## Географія
Бакгеннон розташований за координатами 38°59′34″ пн. ш. 80°13′36″ зх. д. / 38.99278° пн. ш. 80.22667° зх. д. (38.992793, -80.226551).  За даними Бюро перепису населення США в 2010 році місто мало площу 7,33 км², уся площа — суходіл.

## Демографія
Згідно з переписом 2010 року, у місті мешкало 5639 осіб у 2148 домогосподарствах у складі 1149 родин. Густота населення становила 769 осіб/км².  Було 2398 помешкань (327/км²).
Расовий склад населення:
| - 94,5 % — білих - 2,1 % — чорних або афроамериканців - 0,9 % — азіатів - 0,2 % — корінних американців |

До двох чи більше рас належало 1,9 %. Частка іспаномовних становила 2,5 % від усіх жителів.
За віковим діапазоном населення розподілялося таким чином: 16,1 % — особи молодші 18 років, 66,8 % — особи у віці 18—64 років, 17,1 % — особи у віці 65 років та старші. Медіана віку мешканця становила 33,1 року. На 100 осіб жіночої статі у місті припадало 90,4 чоловіків;  на 100 жінок у віці від 18 років та старших — 87,4 чоловіків також старших 18 років.
Середній дохід на одне домашнє господарство  становив 51 690 доларів США (медіана — 30 833), а середній дохід на одну сім'ю — 67 365 доларів (медіана — 46 806). Медіана доходів становила 38 125 доларів для чоловіків та 27 167 доларів для жінок. За межею бідності перебувало 28,2 % осіб, у тому числі 45,6 % дітей у віці до 18 років та 10,7 % осіб у віці 65 років та старших.
Цивільне працевлаштоване населення становило 2135 осіб. Основні галузі зайнятості: освіта, охорона здоров'я та соціальна допомога — 40,1 %, мистецтво, розваги та відпочинок — 9,7 %, роздрібна торгівля — 9,6 %.